# Louis Pierre Édouard Bignon
Louis Pierre Édouard, baron Bignon (ur. 3 stycznia 1771 w La Mailleraye-sur-Seine, zm. 6 stycznia 1841 w Paryżu) – francuski dyplomata i historyk, par Francji od 1837.
Od 1797 we francuskiej służbie dyplomatycznej. Sekretarz poselstw francuskich w Szwajcarii i od 1798 w Republice Cisalpińskiej. Od 1799 w poselstwie francuskim w Berlinie. Od 1804 francuski Chargé d’affaires w Królestwie Prus. Jako minister pełnomocny w Kassel, wziął aktywny udział w tworzeniu Związku Reńskiego. Po klęsce Prus w 1806 mianowany administratorem pruskich finansów publicznych, podobną funkcję sprawował po klęsce Austrii w 1809. W 1811 i w 1813 rezydent francuski w Księstwie Warszawskim, w 1812 rezydent francuski przy Komisji Rządu Tymczasowego Wielkiego Księstwa Litewskiego.
W czasie 100 dni Napoleona, po klęsce Napoleona I w bitwie pod Waterloo pełnił przez krótki czas urząd francuskiego ministra spraw zagranicznych. 3 lipca 1815 oficjalnie poddał Paryż wojskom koalicji antynapoleońskiej.
Był wielokrotnie wybierany do Izby Deputowanych (w latach 1817, 1820, 1822, 1827 i w 1830). W parlamencie dał się poznać jako jeden z najzagorzalszych przeciwników Restauracji. W czasie rewolucji lipcowej, został 1 sierpnia 1830 mianowany tymczasowym ministrem spraw zagranicznych Francji. W rządzie Ludwika Filipa I był ministrem bez teki, który to urząd złożył 27 października tego roku.
Ponownie wybrany deputowanym w 1831 i 1834. Był przeciwnikiem oddania Belgii w strefę wpływów Wielkiej Brytanii. Wielokrotnie przemawiał w obronie Polski. Po upadku powstania listopadowego, wystosował w 1833 specjalny adres, w którym domagał się złożenia dowodów uznania Polakom jako herosom znad Wisły. 
W 1804 został Kawalerem, w 1823 Komandorem, a w 1838 Wielkim Oficerem Legii Honorowej. 

## Dzieła
Był autorem wielu dzieł historycznych, z zakresu dyplomacji i stosunków międzynarodowych.
- Du système suivi par le Directoire exécutif relativement à la République cisalpine, et quelques détails sur les derniers événements qui ont eu lieu dans cette République, Paris, F. Buisson, an VII 1798
- Exposé comparatif de l'état financier, militaire, politique et moral de la France et des principales puissances de l'Europe 1814
- Précis de la situation politique de la France depuis le mois de mars 1814 jusqu'au mois de juin 1815 1815
- Coup d'œil sur les démêlés des cours de Bavière et de Bade Paris 1818
- Des Proscriptions 1819-1820
- La conspiration des barbes. Lettre de M. Bignon à M. Méchin, Paris, Brissot-Thivars, 6 septembre 1820
- Lettre à un ancien ministre d'un État d'Allemagne sur les différends de la maison d'Anhalt avec la Prusse 1821
- Les Cabinets et les peuples depuis 1815 jusqu'à la fin de 1822 1822
- Souvenirs d'un diplomate. La Pologne (1811-1813), précédés d'une notice historique sur la vie de l'auteur par François-Auguste Mignet 1864
- Du congrès de Troppau ou Examen des prétentions des monarchies absolues à l'égard de la monarchie constitutionnelle de Naples 1821
- Les Cabinets et les peuples depuis 1815 jusqu'à la fin de 1822 1822
- Histoire de France sous Napoléon (w 14 tomach, 1829-1850)